# Les Chansons d'abord
Les Chansons d'abord était une émission de télévision française présentée par Natasha St-Pier) et diffusée sur France 3 du 8 septembre 2013 au 29 juin 2014. Elle remplace Chabada.

## L'émission
L'émission retrace les nouveautés musicales de la semaine au cours des années. Natasha St-Pier accompagnée d'une troupe reprend les plus grands tubes des invités.
La troupe était constituée à la première émission de Camille Lou, Lisa Angell, Michaël Lelong, Dumè et Sonia Lacen.
Une première diffusion de l'émission a lieu le dimanche sur France 3 et la chaîne de télévision la rediffuse le mercredi suivant en fin de soirée.
L'émission est également diffusée sur La Une du groupe RTBF en Belgique et sur le réseau France Belgique Suisse (FBS) de TV5 Monde.
Le 26 janvier 2014, elle accueille l'émission de sélection de l'artiste qui représentera la France au Concours Eurovision de la chanson 2014.
À partir de septembre 2014, c'est désormais Dave qui prend les commandes de l'émission en remplaçant Natasha St-Pier[réf. nécessaire].

## Évolution de la troupe
L'ambition de l'émission est aussi de révéler des jeunes chanteurs présents sur le plateau. La présentatrice déclare au Nouvel Observateur le 20 août 2013 : 

« Le but est de leur donner une chance, et une fois qu'ils prennent leur envol, ils quittent notre troupe, et on les remplacera »

— Natasha St-Pier
Dates des premières apparitions des chanteurs dans la troupe :
- Le 8 septembre 2013 : Camille Lou, Lisa Angell, Michaël Lelong, Dumè et Sonia Lacen.
- Le 6 octobre 2013 : Flo Malley.
- Le 20 octobre 2013 : Alexandre Balduzzi et Julie Obré[6].
- Le 1er décembre 2013 : Alexandra Maquet
- Le 5 janvier 2014 : Nazim

## Programmation
- ??/??/2014 : Patrick Bruel, Maurane et Alex Beaupain
- 02/02/2014 : Grégoire, Frédéric François et Rose

## Audiences
| Numéro de l'émission | Date              | Audience                  | Part d'audience | Rediffusion du mercredi | Part d'audience |
| -------------------- | ----------------- | ------------------------- | --------------- | ----------------------- | --------------- |
| Émission no 1        | 8 septembre 2013  | 951 000 téléspectateurs   | 8,5 %           | 300 000 téléspectateurs | 4,1 %           |
| Émission no 2        | 15 septembre 2013 | 932 000 téléspectateurs   | 8,1 %           |                         |                 |
| Émission no 3        | 22 septembre 2013 | 871 000 téléspectateurs   | 8,5 %           |                         |                 |
| Émission no 4        | 6 octobre 2013    | 936 000 téléspectateurs   | 8 %             |                         |                 |
| Émission no 7        | 27 octobre 2013   | 1 261 000 téléspectateurs | 9,3 %           |                         |                 |
| Émission no 9        | 10 novembre 2013  | 1 442 000 téléspectateurs | 10,8 %          |                         |                 |
| Émission no 12       | 1er décembre 2013 | 1 300 000 téléspectateurs | 9,8 %           |                         |                 |
| Émission no 15       | 22 décembre 2013  | 1 550 000 téléspectateurs | 11,3 %          |                         |                 |

## Bilan 2013
Après un lancement timide devant 950 000 curieux et 8,5 % du public, Les Chansons d’abord s’est stabilisé à un niveau moyen, dans la droite lignée de Chabada. En moyenne, les quinze premiers numéros ont ainsi réuni 1,1 million de téléspectateurs, soit 8,8 % de part de marché.
En 2012, sur la même période, Chabada affichait 60 000 fidèles supplémentaires et 0.3 point de part d'audience. Mais la nouvelle émission présentée par Natasha St-Pier étant moins chère à produire avec des audiences cependant similaires, Les Chansons d'abord reste un pari plutôt réussi pour France 3.